# Kazuko Saegusa
Kazuko Saegusa (三枝 和子, Saegusa Kazuko), née le 31 mars 1929 à Kōbe sous le nom Kazuko Yotsumoto (四本 和子) et morte le 24 avril 2003, est une femme de lettres, essayiste et critique littéraire japonaise.

## Biographie
Saegusa est l'aînée de quatre filles d'un employé de la police de l'eau et d'une professeure protestante qui l'initie dès son jeune âge au mode de pensée de l'Europe occidentale et à une attitude libérale. En 1944, elle est embauchée comme étudiante par une école secondaire de filles dans une usine d'accessoires d'avions militaires. L'année suivante, elle entre à l’école normale de la préfecture de Hyōgo où elle rejoint un groupe de lecture consacré à  Dostoïevski et un club de théâtre.
En 1948, elle obtient un diplôme de philosophie mettant l'accent sur Hegel et Nietzsche à l'Université Kwansei Gakuin. Lors d'une réunion de la « Société de la raison », groupe de lecture des élèves de l'Université de Tokyo en 1950, elle rencontré le jeune critique littéraire Kōichi Saegusa (connu sous le nom Tatsuya Morikawa), qu'elle épouse l'année suivante. Ils s'installent à Kyoto où tous deux travaillent comme enseignants, coopèrent à la revue littéraire Bungeijin et à partir de 1956 éditent la revue Mushinpa bungaku qui publie huit numéros jusqu'en 1964.
En 1963, Morikawa succède à son père en tant que grand prêtre d'un temple bouddhiste à Takino où le couple s'installe. Morikawa fonde en 1964 la revue Shinbi qui connaît seize numéros jusqu'en 1973 et dans lesquels, auprès des écrits d'auteurs tels que Yutaka Haniya, Hiroshi Noma, Shin'ichirō Nakamura Mitsuharu Inoue, Toshio Shimao, Junnosuke Yoshiyuki, Kōichi Isoda et Shun Akiyama, sont également publiés la plupart des écrits et critiques littéraires de son épouse parus au cours des années 1960 et au début des années 1970.
En 1969, Kazuko Saegusa publie le recueil de nouvelles Jokei ga okonawarete iru pour lequel elle est lauréate du prix Toshiko Tamura. Au cours des années suivantes paraissent de nombreux romans dont Hikaru numa ni ita onne (1986), Murakumo no mura no monogatari (1987), Sono hi no natsu (1987, « L'été ce jour-là »), Sono fuyo no shi (1988), Sono yuro no owari ni (1990). Elle rédige des textes sur le bouddhisme mahayana, le théâtre nō, les écrivaines de l'époque de Heian et les auteurs européens modernes et postmodernes (entre autres Franz Kafka, Alain Robbe-Grillet, Michel Butor, présentés dans le recueil d'essais Sayonara, otoko no jidai (1984), une critique de la situation socio-culturelle du Japon d'un point de vue féministe et montre dans l'étude Ren’ai shōsetsu no kansei (1991) les traces d'une vision du monde patriarcale dans les œuvres des écrivains japonais contemporains de Sōseki Natsume jusqu'à Haruki Murakami. Son Kusuko no kyō est couronné du prix Murasaki Shikibu en 2000.

## Source de la traduction
- (de) Cet article est partiellement ou en totalité issu de l’article de Wikipédia en allemand intitulé « Kazuko Saegusa » (voir la liste des auteurs).
- Notices d'autorité :   - VIAF
  - ISNI
  - BnF (données)
  - LCCN
  - GND
  - Japon
  - CiNii
  - Israël
  - Norvège
  - Corée du Sud
  - WorldCat